# Dicranomyia ponapensis
Dicranomyia ponapensis là một loài ruồi trong họ Limoniidae. Chúng phân bố ở miền Australasia.